# Brüstung

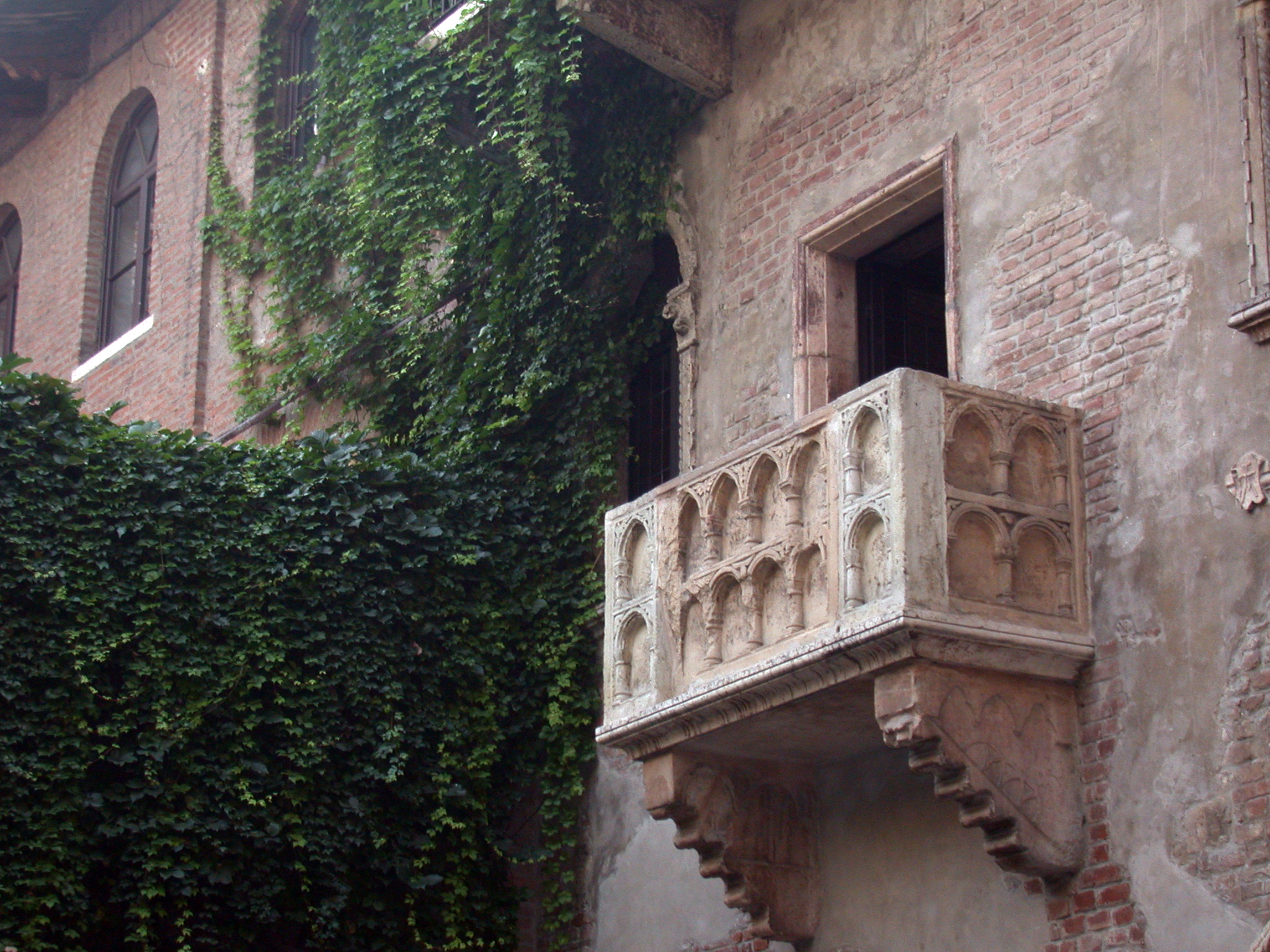
Steinerne Balkonbrüstung (Casa di Giulietta in Verona)

Als Brüstung (auch Parapet) bezeichnet man im Bauwesen allgemein jede in der Regel bis zur Brusthöhe oder halben Menschenhöhe reichende Einfriedung eines erhöhten Platzes oder die Abgrenzung einer Maueröffnung aus Stein oder Holz. Sie kommt massiv oder durchbrochen bei Altanen, Balkonen, Loggien, Treppen, Emporen, Kanzeln, Lettnern, Brücken, Wehrgängen und vor allem bei Fenstern vor.

## Begriffe
Der Begriff Brüstung rührt von der Brust als dem Vorderteil des Oberkörpers und beschreibt damit indirekt die nötige Höhe einer Brüstung, die bis zur Brust reichen sollte. Damit steht der früher gleichbedeutende Begriff Brustlehne in Verbindung.
Als Parapethöhe bezeichnet man den senkrechten Abstand zwischen Fußboden und der unteren Kante des Fensters.

## Verwendung und Gestaltung
Brüstungen kommen allgemein als Einfassung von und als Absturzsicherung vor, dienen aber auch der Zierde. Form und Gestalt einer Brüstung waren und sind in Architekturgeschichte und Gegenwart außerordentlich vielfältig; sie richten sich nach Material, Konstruktion und Baustil der Brüstung. So gibt es u. a. durchbrochene und geschlossene Brüstungen sowie Brüstungen aus Stein, Ziegeln, Metall und Holz. Umgangssprachlich werden auch Balustraden als Brüstungen bezeichnet.
Fensterbrüstungen hingegen sind in der Regel keine eigenen Bauteile, sondern bezeichnen denjenigen Teil einer Außenwand, der unterm Fenster liegt und daher ebenfalls die Funktion einer Brustlehne bzw. Absturzsicherung übernimmt. Im Holzfachwerkbau wird die Brüstung unterm Fenster durch den Brüstungsriegel abgeschlossen.

Bei historischen Stein- und Putzfassaden sind die Bereiche der Fensterbrüstungen oft besonders verziert, z. B. mit sogenannten Fensterschürzen.

Beispiele
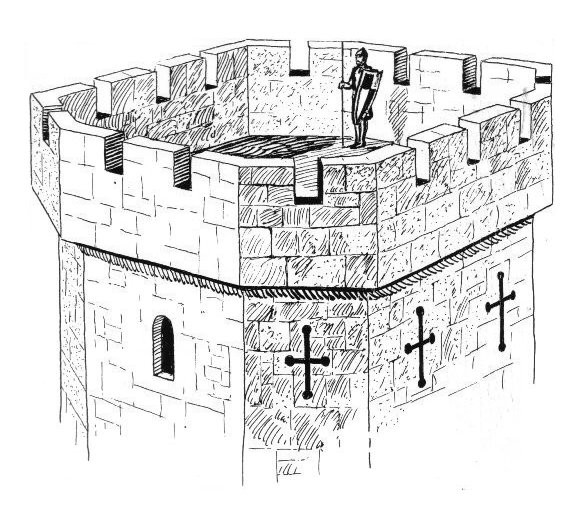
Zinnenbrüstung im Burgenbau
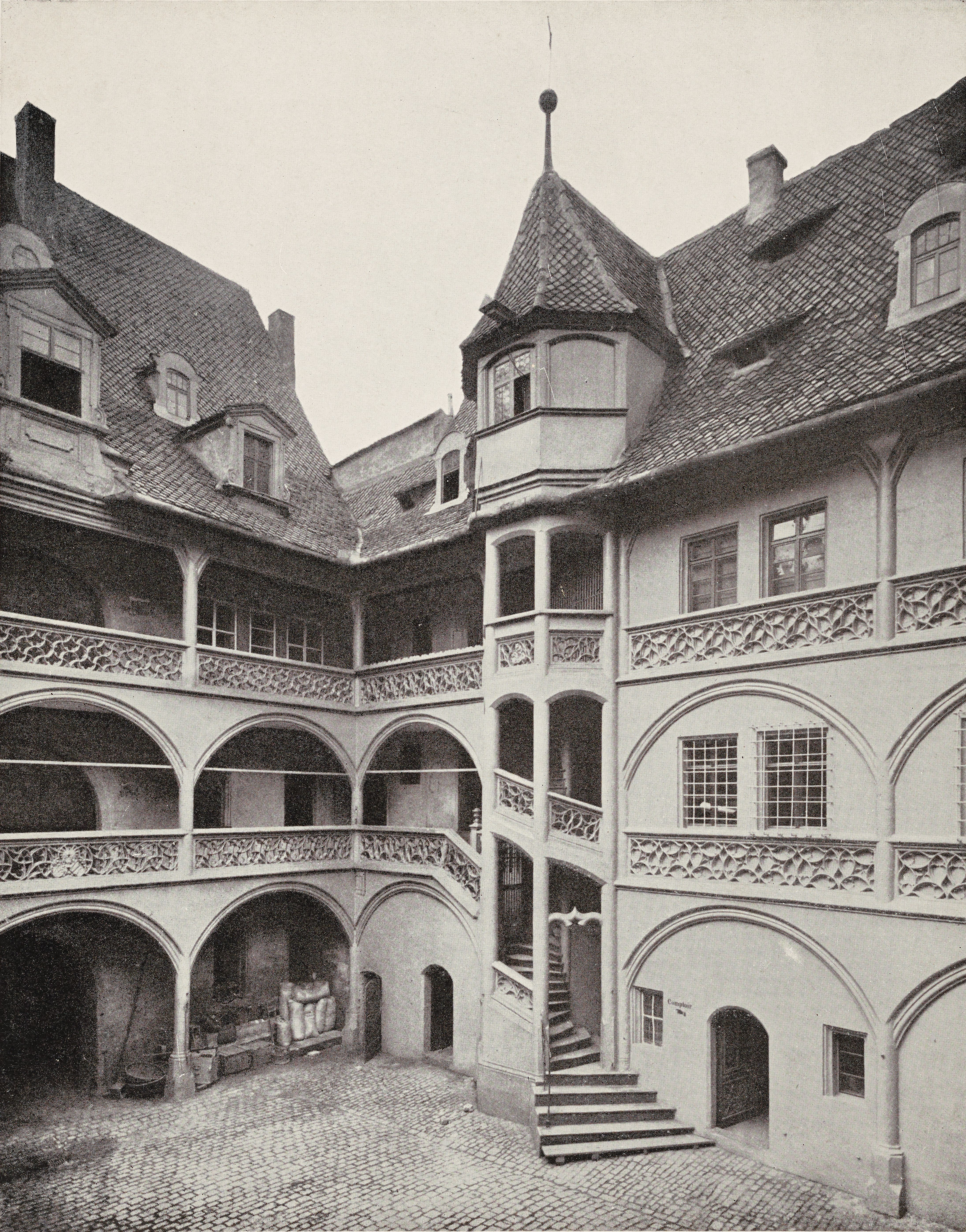
Maßwerkbrüstungen im Innenhof des Krafftschen Hauses in Nürnberg
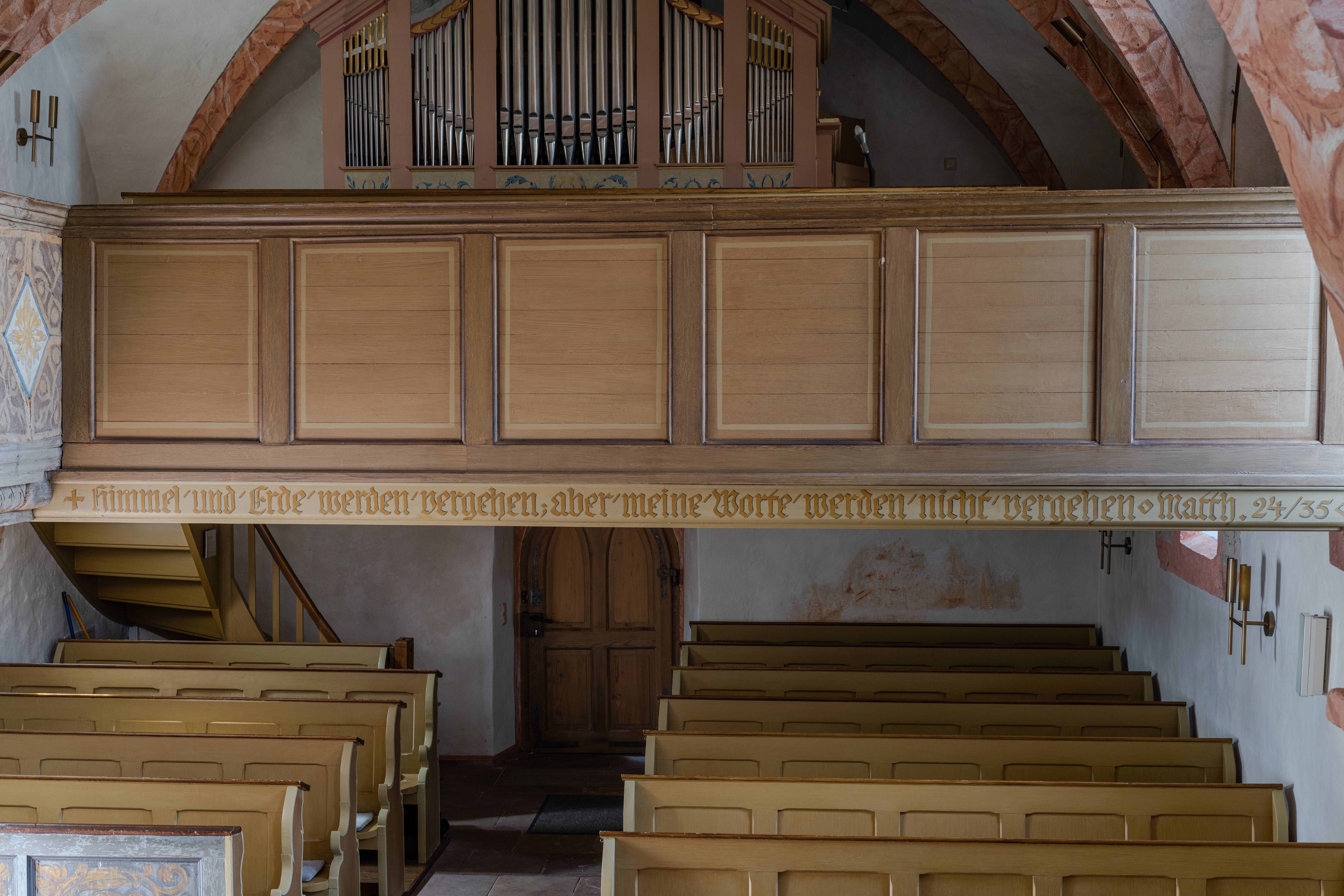
Hölzerne Emporenbrüstung in einer Kirche
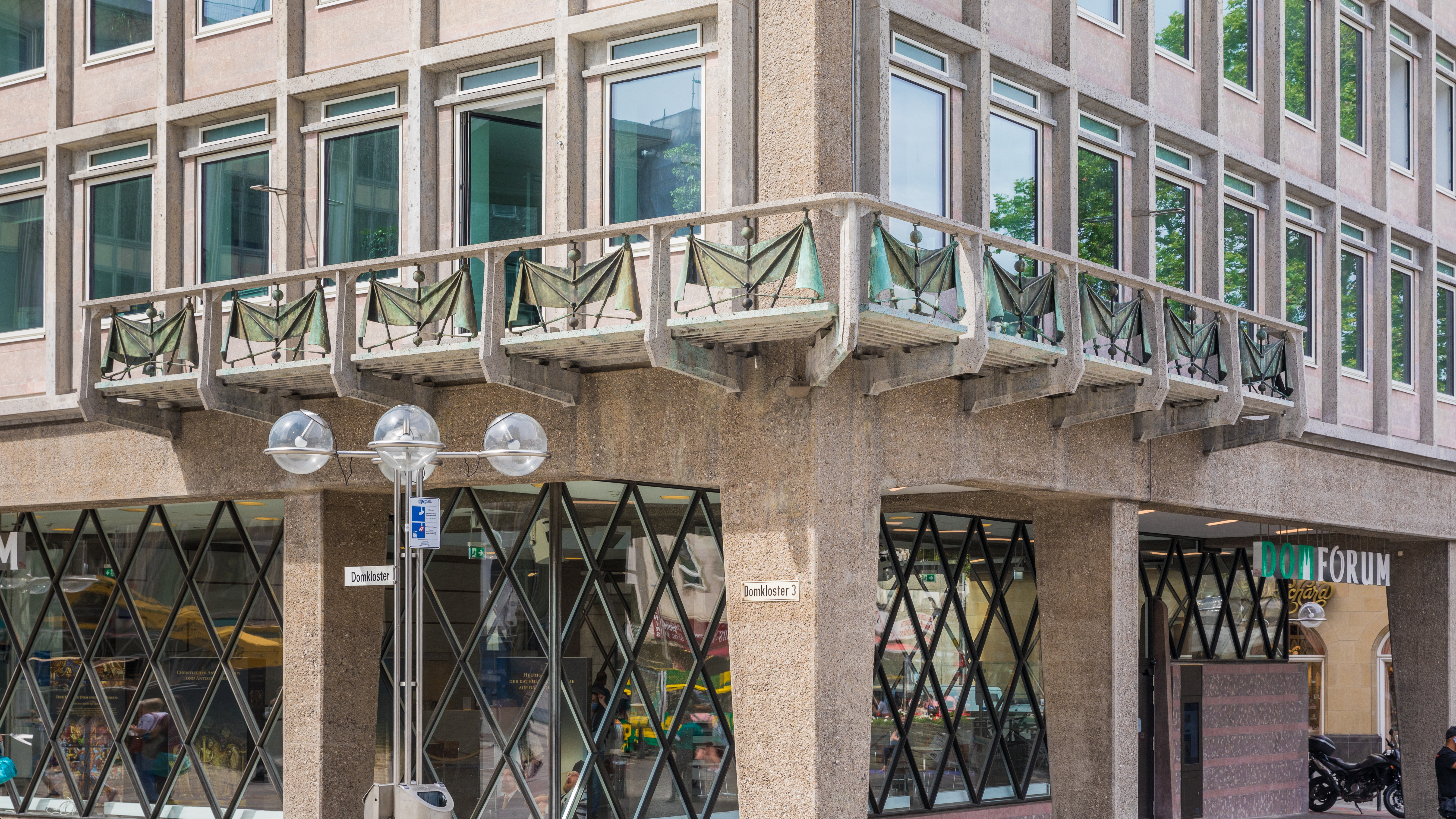
Zierbrüstung eines Eckbalkons in Köln
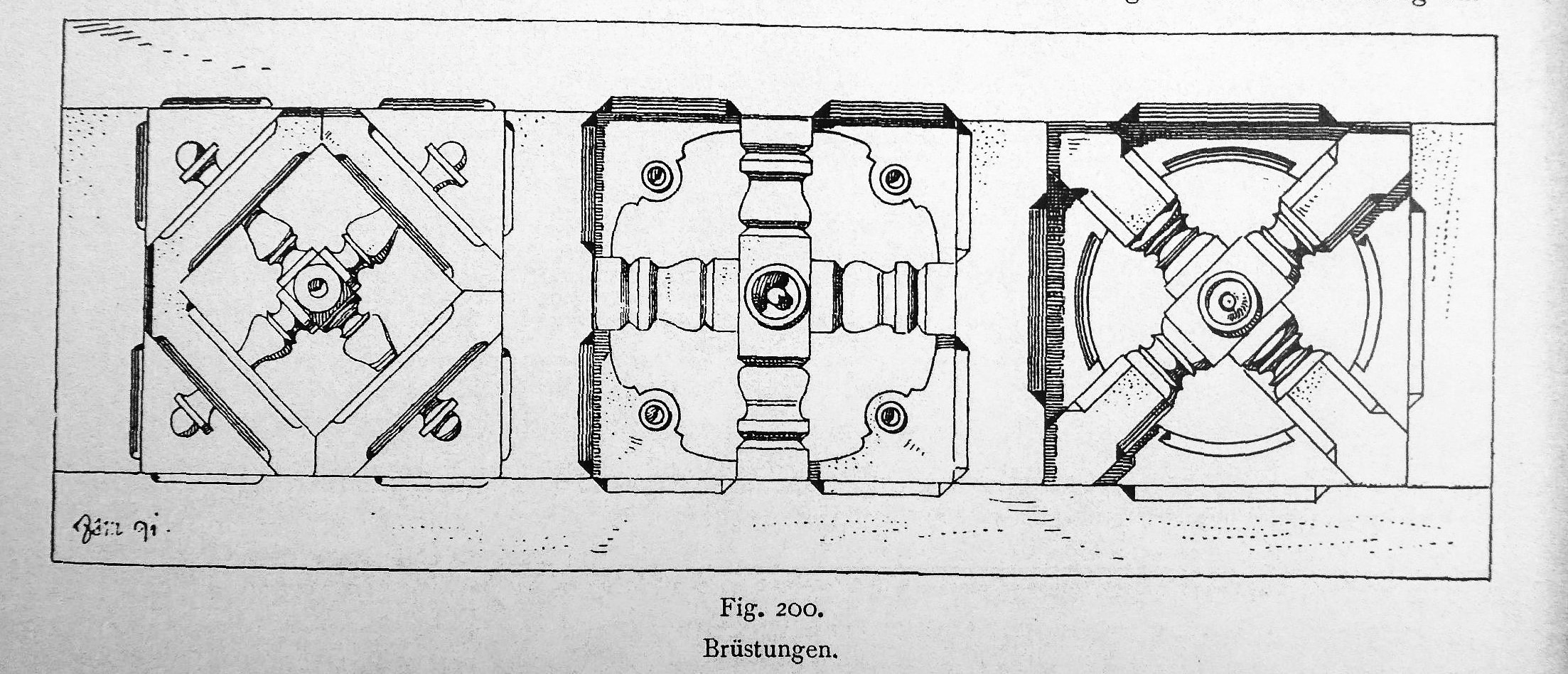
Hölzerne Brüstungen mit verschiedenen Zierformen, 1893 (Lehrbuch von Theodor Krauth und Franz Sales Meyer[6])
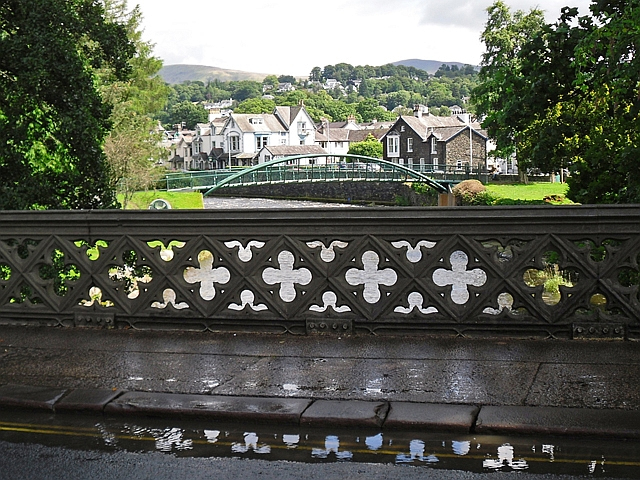
Eisenmaßwerk als Brüstung einer Brücke
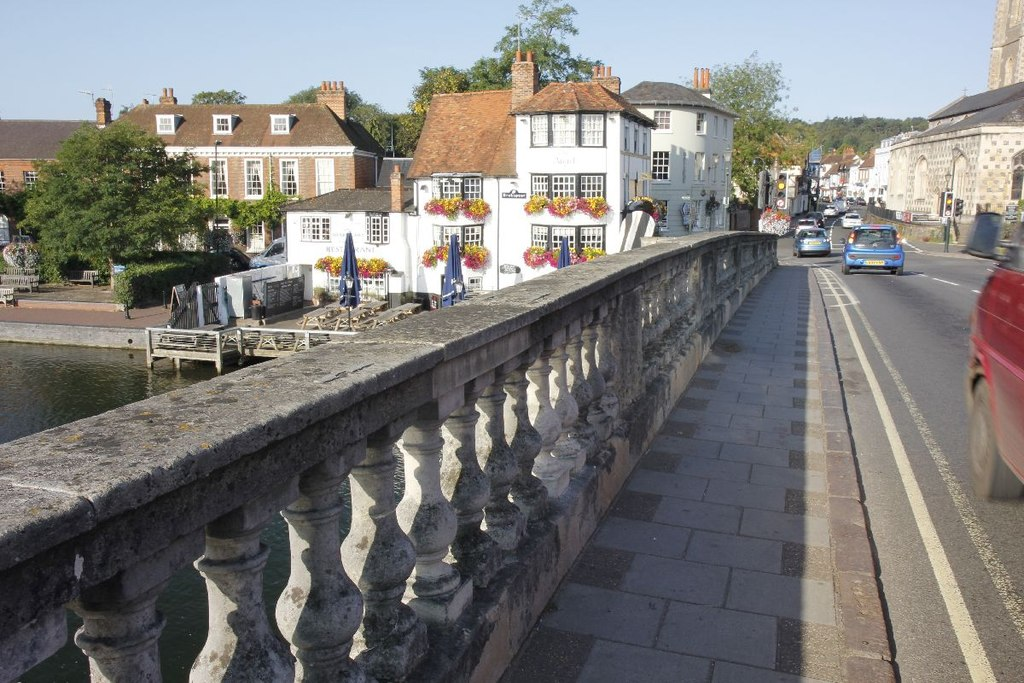
Balustrade als Brüstung einer Brücke
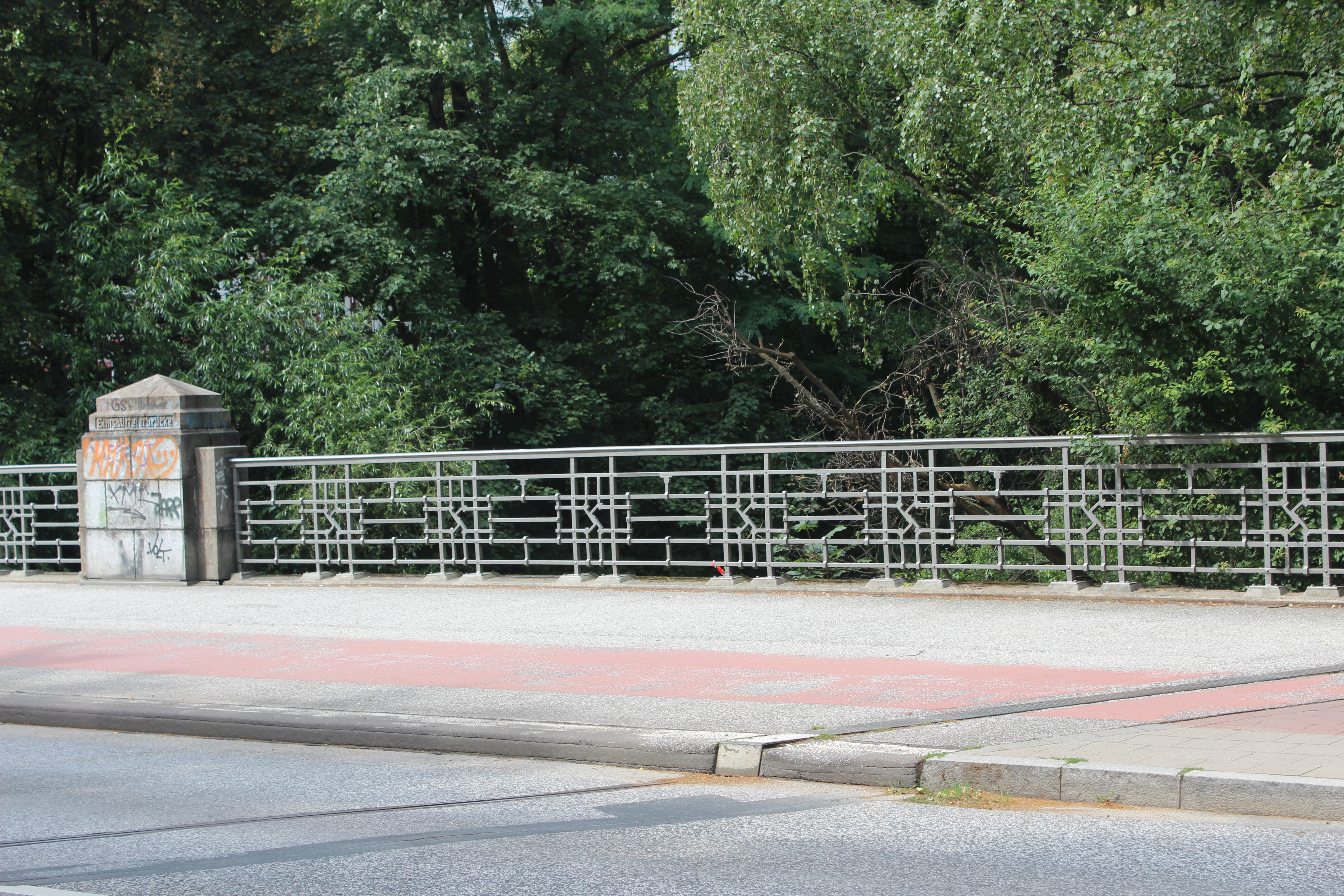
Eisernes Brüstungsgitter einer Brücke
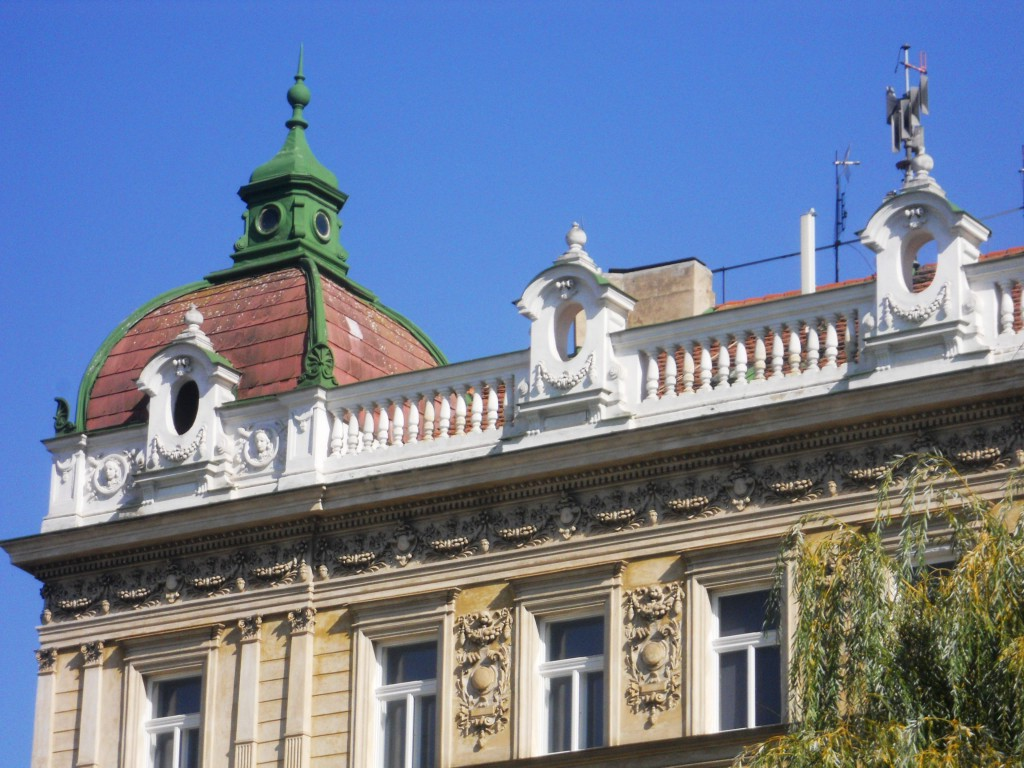
Brüstung als Dach-Attika
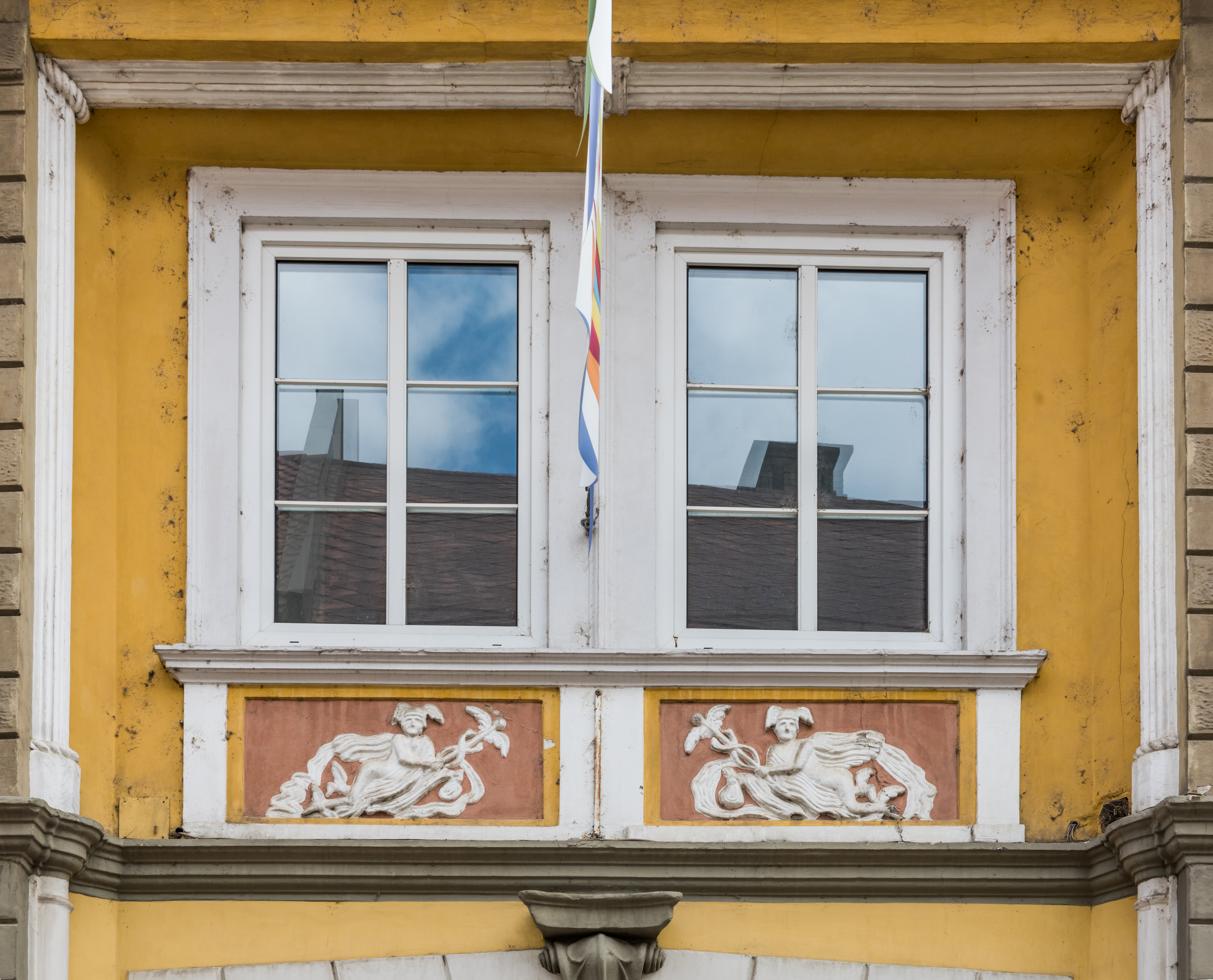
Mit Reliefs verzierte Fensterbrüstungen
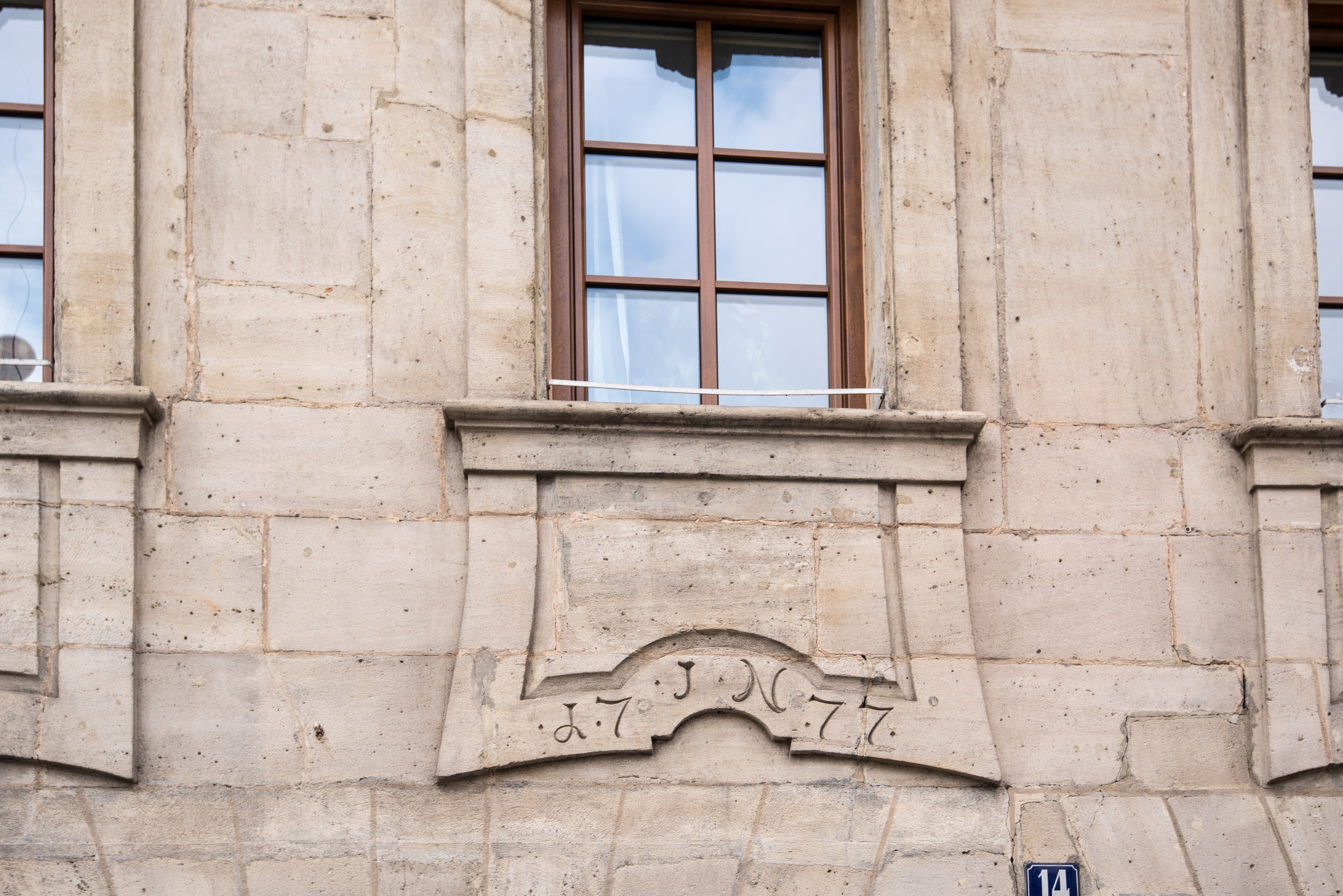
Verzierung von Fensterbrüstungen mit Fensterschürzen
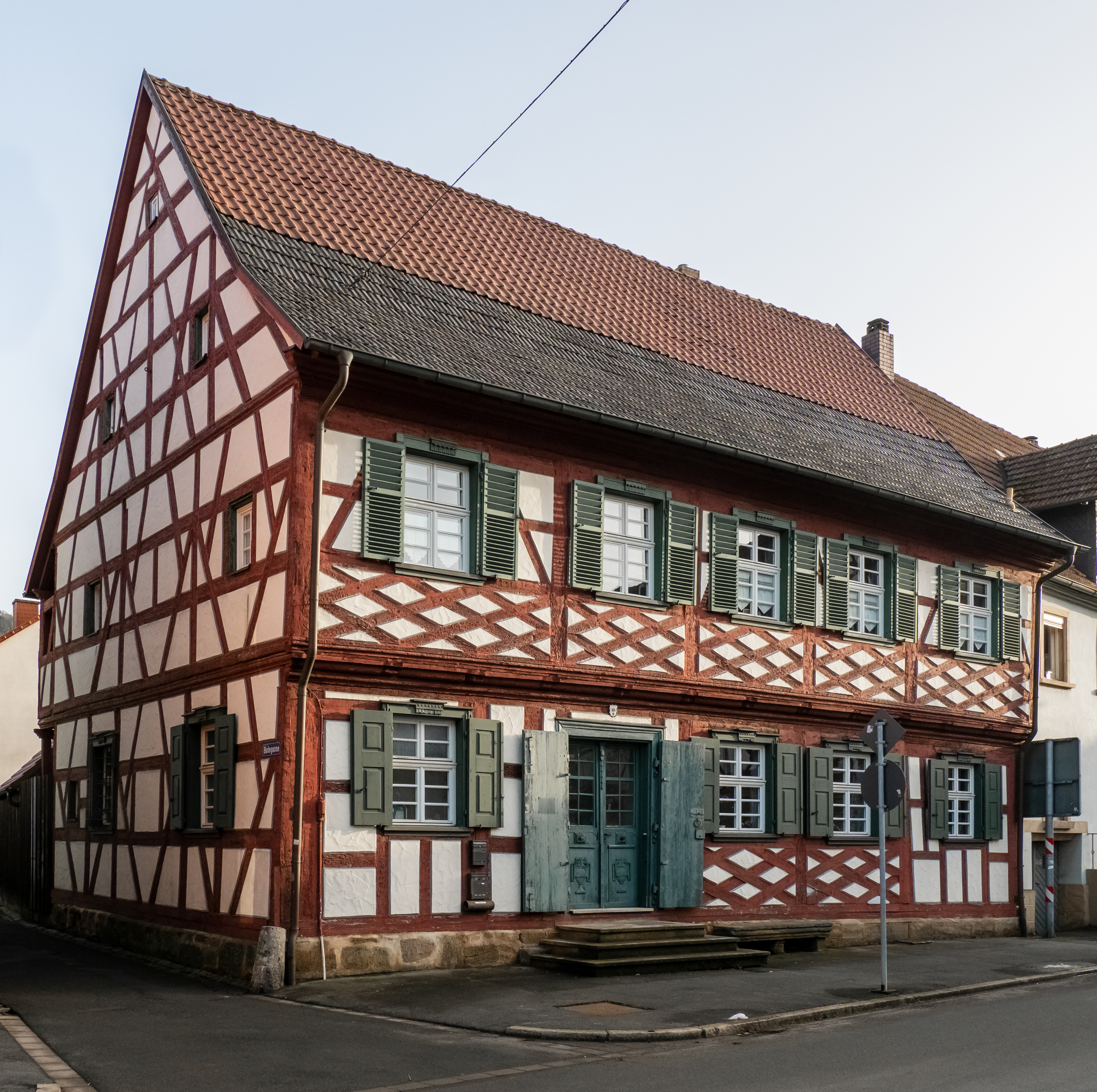
Mit Rauten verzierte Fensterbrüstungszone eines Fachwerkhauses
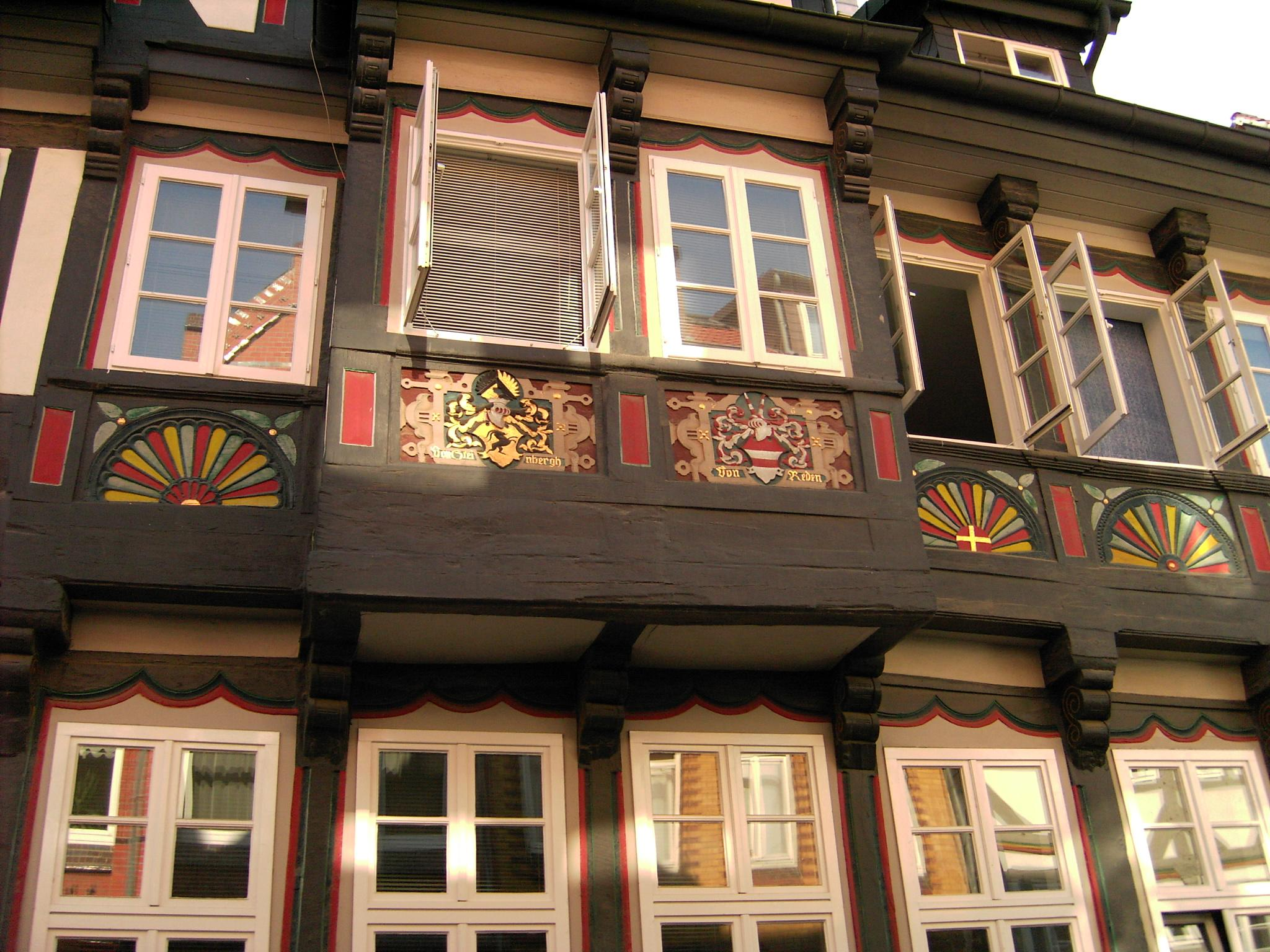
Mit Schnitzereien verzierte Fensterbrüstungen eines Fachwerkhaus
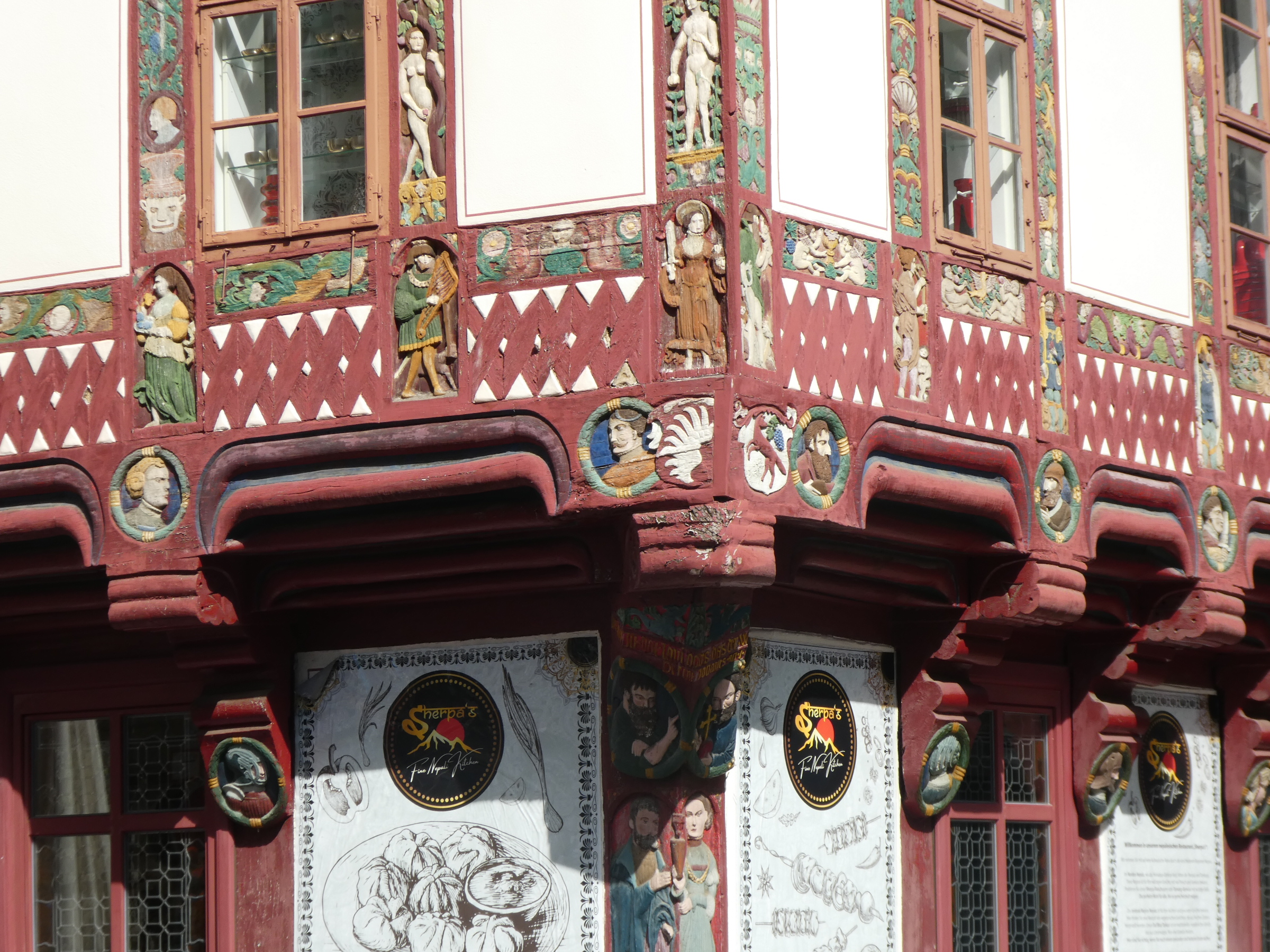
Verzierte Fensterbrüstungszone eines Fachwerkgebäudes

## Baurecht und Statik
Der Begriff bezieht sich auf den – ursprünglichen – Abschluss des Bauteils in Höhe der Brust (häufig zu Verteidigungszwecken). Die Brüstungshöhe ist je nach Land genormt, sowie von der potentiellen Absturzhöhe abhängig und beträgt zwischen 80 cm und 110 cm.
Für absturzsichernde Brüstungen ist ein statischer Nachweis zu führen. Hierbei ist an der Oberkante ein Holmdruck in alle Richtungen anzusetzen. Gegebenenfalls in Verbindung mit einer möglichen Windlast.